# Haff

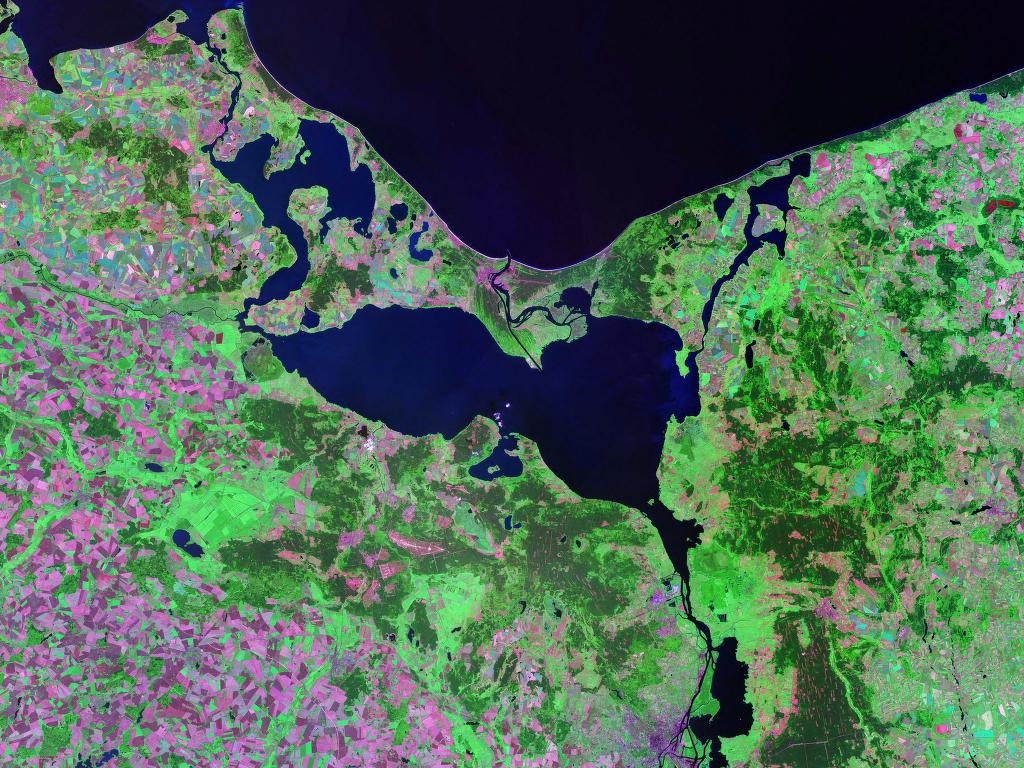
A Szczecini (Stettini)-haff műholdképen

A haff a lagúnák Balti-tenger mellett megjelenő típusa. Ez a jelenség csak kis lejtésű, árapály által nem járt partokon alakul ki.
A haff szó a dán nyelvből származik, amelyben tengertől elzárt öblöt jelent. A haffok a nyílt tengerrel csak szűk, gyakran kanyargós csatornákon át kapcsolatot tartó vízfelületek. A haffot a tengertől turzások, igen tagolt partvonalú szigetek választják el. A tengertől való távolság és a két vízfelület közötti kapcsolat korlátoltsága miatt a földrajztudomány a szárazföldi vízfelületek közé sorolja. A haffokban a tengerből származó sós és a szárazföld felől érkező édesvíz keveredik, így ezek a képződmények ún. brakkvizet tartalmaznak. A haffok első pillantásra hasonlítanak a limánokra, ám a haff kialakulásában a turzások fejlődése játssza a kulcsszerepet, míg a limánok esetében a tengerszint változása.
Nyugodt vizük és védettségük miatt a haffok a történelmi idők során rendre kikötőknek adtak otthont.